# Käte Hoge
Käte Hoge (* 25. Februar 1904 in Marienwerder/Westpreußen; † 17. Mai 1984 in Weste) war eine deutsche Politikerin (SPD) und Mitglied des Niedersächsischen Landtages.
Hoge besuchte in Erfurt die Schule bis zum Oberlyzeum. Sie arbeitete von 1925 bis 1930 als Privatlehrerin, ferner am Lyzeum in Neuruppin und an einer Schule in Wittenberge. Nach ihrer Heirat lebte sie in Mannheim, Pirmasens und Neuruppin. Sie arbeitete in den Jahren 1938 bis 1944 als Lehrerin in Beeskow, Busko und Kielce, von wo aus sie 1944 flüchtete. Nach dem Ende des Zweiten Weltkrieges fand sie 1946 Anstellung im Schuldienst von Stadt und Kreis Uelzen. 
Seit dem Jahr 1949 war Käte Hoge Kreistagsabgeordnete. Sie wurde vom 6. Mai 1951 bis 5. Mai 1955 Mitglied des Niedersächsischen Landtages (2. Wahlperiode).